# نصيب
نصيب بلدة سورية تقع في حوران إلى الجنوب الشرقي من مدينة درعا وتبعد عنها حوالي 14 كم يمر بها الخط الحديدي الحجازي القادم من دمشق نحو الجنوب. بها محطة عثمانية قديمة تحمل اسمها (محطة نصيب). إلى الشرق منها يمر طريق الأوتوستراد الدولي القادم أيضاً من دمشق إلى الأردن إلى دول الخليج عبر منطقة جمركية وإلى الشرق منها منطقة حرة (منطقة نصيب الحرة). يمر من جهة الغرب والشمال الغربي من القرية وادي أبو الوي.

## تاريخ
يوجد في نصيب آثار قديمة تعود إلى الألف الثالث قبل الميلاد ,متمثلة بالمغاور والكهوف في أطرافها الغربية والشمالية الغربية وفي مركز البلدة القديم. بها آثار رومانية وبيزنطية وغسانية (الغساسنة) كبقايا الأبنية المتهدمة والمكنونة تحت الأرض والآبار والأقنية والمدافن كذلك يوجد إلى الشمال منها بقايا سد روماني على أنقاضه سد حديث.
أما أهم آثارها فهي الكنيسة:مؤلف بناؤها من حجرتين 12×6×5م. ولهما مدخلان باتجاه الغرب الحجرة الجنوبية (القاعة) أكبر من القاعة الشمالية وتحوي خزن جدارية. في كل منها قنطرة ارتكازية سقفاً من الربد يتوسط صدر البناء حجر مفرع بشكل صليب فوق المدخلين والفسحة أمام المبنى لجهة الغرب أرضها مبلطة بالحجر وبها بئرين جمعين الأول في جهة الجنوب والآخر في شمالها. يحيط بهذه الفسحة من جهة الغرب والجنوب بقايا بناء لغرف قائمة ومتهدمة تبعد نصيب عن محافظة درعا 18 كم.
يبلغ عدد سكان قرية نصيب في عام 2011 حوالي 10000 آلاف نسمة تقريبا كان لهذه القرية دور فعال في الثورة السورية ضد بشار الأسد ونظامه حيث شاركت ولبت نداء الفزعة لأهل درعا وشاركت منذ الجمعة الأولى بساحة الجامع العمري الكبير في درعا البلد وبقيت تشارك في مظاهرات واعتصامات درعا إلى أن فرض الحصار عليها بتاريخ 25\4\2011 وقد خرج ثوارها لفك الحصار عن مدينة درعا بتاريخ 29\4\2011 والمعروف بجمعة الغضب ولكن قوات الأمن السوري حالت دون وصول الثوار إلى المدينة فقاموا بإطلاق النار عشوائيا على المتظاهرين فسقط عشرون شخصا بين شهيد وجريح ولكن كل ذلك لم يثن البلدة عن التظاهر فبدأو بالاجتماع مع بعض القرى المجاورة فبدأت القرى الشرقية في حوران بالتظاهر يوميا في واحدة منها بالجيزة والمسيفرة والطيبة ونصيب والمتاعية فتعرضت البلدة لهجمات شرسة من قوات النظام بسبب اصراراها على التظاهر فكان أولها بتاريخ 4\7\2011 واعتقلت قوات الأمن حوالي خمسين شخصا وقاموا باقتحامها بتاريخ 26\9\2011 واعتقلت وخربت المنازل وأحرقت الدراجات وكانت الصيلة للمعتقلين 47 شخصا وتكررت الاقتحامات وعمليات الاختطاف للناشطين وتمشيط القرية ودخول المدرعات إلى قلب القرية وكل هذا البطش والتنكيل لم يغير من عزيمة الثوار واستمرارهم في ثورتهم وهناك نقاط لا بد أن نذكرها أولها أنها كانت من أول المناطق في سوريا التي تبث مظاهراتها مباشرة على قنوات الإعلام العربي فكانت 3 منطقة في هذا العمل وههذا يذكر لثوارها وقد ساهمت في ايصال المواد الغذائية للقرى والمدن المحاصرة وهاهي مستمرة حتى سقوط الطغاة المجرمين